# وییامانین
ویلامانین (به اسپانیایی: Villamanín) یکی از دهستان‌های اسپانیا است که در استان لئون، اسپانیا واقع شده‌است.

## خصوصیات
ویلامانین ۱۷۶ کیلومترمربع مساحت و ۱٬۱۶۱ نفر جمعیت دارد.